# لیتکه
لیتکه (به مجاری:  Litke) یک شهرداری در مجارستان است که در ناحیه شالگوتاریان واقع شده‌است. لیتکه ۱۸٫۱۶ کیلومتر مربع مساحت و ۸۹۵ نفر جمعیت دارد.